# جنگ روسیه و عثمانی (۱۷۳۵–۱۷۳۹)

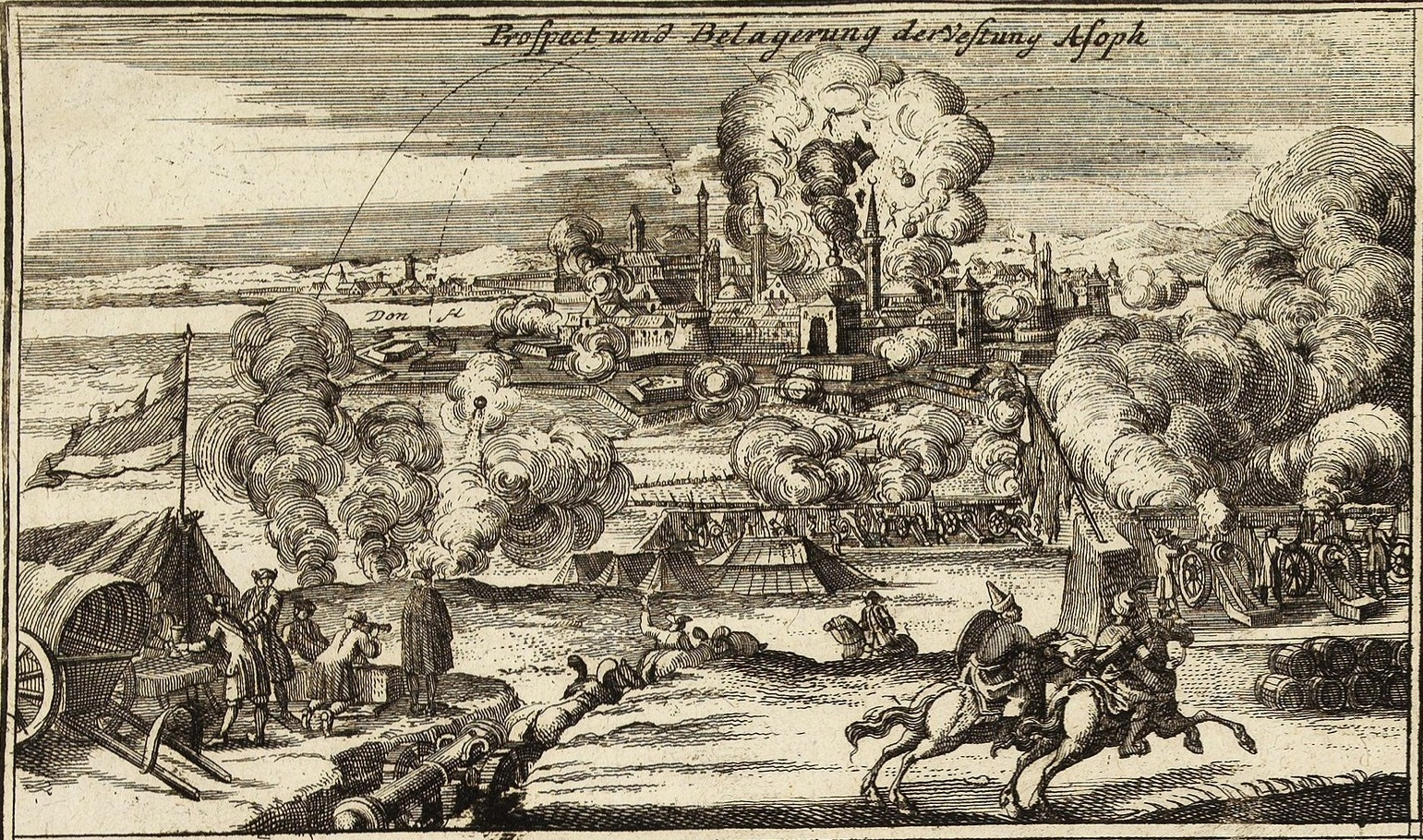
تصویری از جنگ روسیه و عثمانی توسط نقاش روسی

جنگ روسیه و عثمانی (۱۷۳۵–۱۷۳۹) جنگی میان روسیه و امپراتوری عثمانی که به دلیل جنگ عثمانی و ایران و هجوم تاتارهای کریمه به خاک روسیه آغاز شد. این جنگ ادامهٔ تلاش روسیه برای دسترسی به دریای سیاه بود.